# Kościół husycki w Policach nad Metují
Kościół husycki w Policach nad Metují  − kościół w Czechach, w Sudetach Środkowych, w miejscowości Police nad Metují.
Otwarcie Zboru apostoła Pawła kościoła czechosłowackiego w Policach nad Metují miało miejsce w 1920. W 1937 zakupiono grunt pod budowę tabernakulum. Świątynia Czechosłowackiego kościoła husyckiego została zbudowana w latach 1939-1940 według projektu miejscowego architekta Jaroslava Šlambora.